# Općina Turnišče
Općina Turnišče (slo.:Občina Turnišče) je općina u sjeveroistočnoj Sloveniji u pokrajini Prekomurje i statističkoj regiji Pomurje. Središte općine je naselje Turnišče s 1.555 stanovnika.

## Zemljopis
Općina Turnišče nalazi se u sjeveroistočnom dijelu Slovenije. 
Općina se prostire u središnjem dijelu ravničarske i poljoprivredne pokrajine Prekomurje, oko 10 km sjeverno od rijeke Mure.
U općini vlada umjereno kontinentalna klima.
Najvažniji vodotok u općini je rječica Lendava, pritok rijeke Mure. Svi ostali vodotoci su mali i njihovi su pritoci.

## Naselja u općini
Gomilica, Nedelica, Renkovci, Turnišče

## Vanjske poveznice
- Službena stranica općine